# Fasciitis nodularis
Die Fasciitis nodularis gehört zu den häufigsten fibroproliferativen Erkrankungen. Historisch wurde sie als reaktiv-entzündliche Veränderung (daher der Name „Fasziitis“ = Entzündung der Faszie), z. B. nach einer Verletzung oder einem lokalen Trauma aufgefasst. Ursächlich ist allerdings eine Mutation im USP6-Gen, sodass es sich um eine echte, allerdings selbstlimitierende Neoplasie handelt.

## Pathologie

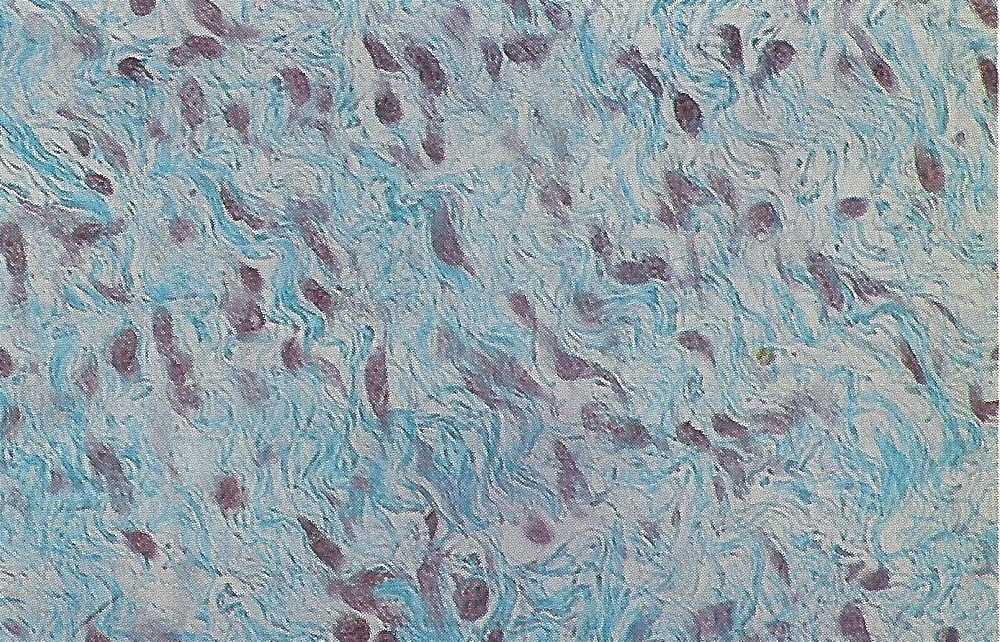
Fasciitis nodularis: Verschiedene Kerngröße der Fibroblasten, lockere Kollagenneubildung (Goldner, 400×)

Die so gut wie immer einzeln wachsenden Noduli „=Knötchen“ sind fibroblastäre Zellproliferate. Die Läsion findet sich bevorzugt an den oberen Extremitäten von jungen Erwachsenen zwischen dem 20. und 35. Lebensjahr. Problematisch ist nicht die chirurgische Therapie, sondern die histologische Differentialdiagnose; denn das histologische Bild der schnellwachsenden Neoplasie mit zellulären Atypien kann zu Fehldiagnosen und damit zu unangemessenen therapeutischen Entscheidungen (Strahlentherapie) führen. In der pathologischen Differentialdiagnose zu (hoch-)malignen Weichteiltumoren (Sarkomen) ist der molekularpathologische Nachweis der der Erkrankung zugrundeliegenden Veränderung im USP6-Gen hilfreich.